# 硫酸银(II)
硫酸银(II)是一种无机化合物，化学式为AgSO4，它最初于2010年被发现。它可由AgII盐在无水氟化氢中的复分解反应制得：
Ag(SbF6)2 + K2SO4 → AgSO4↓ + 2 KSbF6
AgF2 + H2SO4 → AgSO4↓ + 2 HF
它和其它二价银盐一样，热稳定性较低，在110 °C即分解为焦硫酸银和氧气。